# Dopisni prijatelji
Dopisni prijatelji (eng. Pen Pals) petnaesta je epizoda druge sezone američke znanstveno-fantastične serije Zvjezdane staze: Nova generacija. 

## Radnja
Ne rekavši posadi, Data se počne dopisivati s djevojčicom imena Sarjenka koja živi na planetu Drema IV. Kada Picardu objasni svoj odnos sa Sarjenkom, Data otkriva da je njen planet pred neizbježnim samouništenjem zbog rastućih potresa pod površinom.
U međuvremenu, da bi pomogao daljnjem Wesleyjevom školovanju za zastavnika, Riker ga postavlja za nadzornika mjerenja koja će odrediti što uzrokuje potrese i vulkanske erupcije na Dremi IV. Unatoč njegovom protivljenju, stariji članovi posade ga razuvjeravaju da izvede dugotrajne i detaljne analize planeta; razgovor s Rikerom mu daje samopouzdanje da naredi ispitivanja, koja naposljetku otkrivaju razloge geološke nestabilnosti.
Kasnije, kapetan Picard se složi da upotrijebe sva Enterpriseova raspoloživa sredstva za spašavanje stanovnika Dreme IV. Kada Data izgubi kontakt sa Sarženkom, on se teleportira na površinu da je odvede na sigurno mjesto gdje će čekati da Enterprise lansira sonde koje će spasiti njen planet.

Shvativši kako će se Sarženkin planet raspasti brže nego što je očekivano, Data se teleportira s djevojčicom na Enterprise. Nakon što Sarženka vidi lansiranje torpeda koja će spriječiti geološku katastrofu, teleportiraju je natrag u njen, sad siguran, dom.

## Vanjske poveznice
- Dopisni prijatelji na startrek.com  Arhivirana inačica izvorne stranice od 15. kolovoza 2009. (Wayback Machine)